# لورال (عملة إنجليزية)

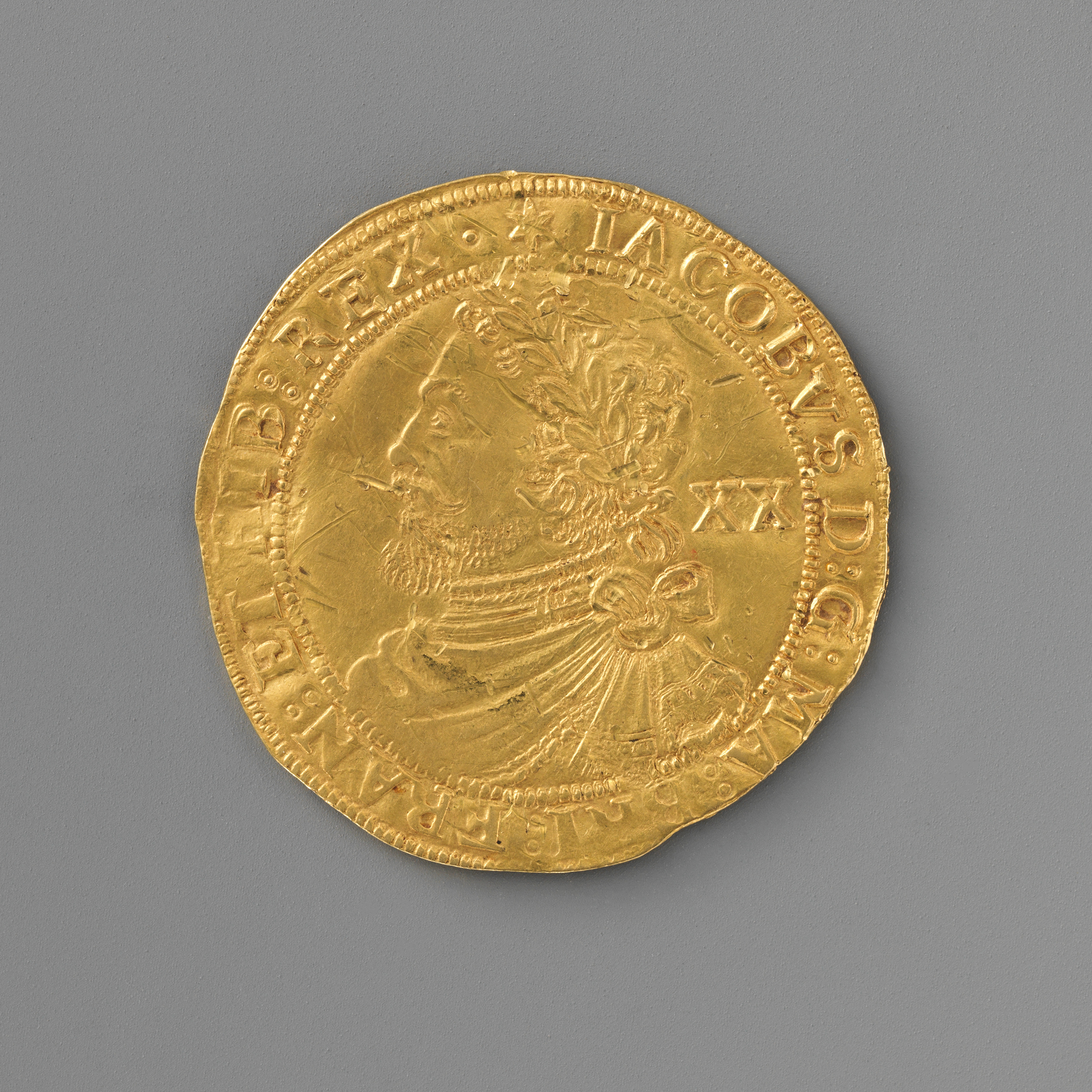
غار جيمس الأول

لورال أو الغار هي العملة الذهبية الإنجليزية الثالثة بقيمة عشرين شلن (جنيه إسترليني واحد) أنتج في عهد الملك جيمس الأول. وقد سميت على اسم الغار الذي يصور الملك وهو يرتديه على رأسه ولكنها أقل جودة وأسلوبًا بدرجة كبيرة من السوفرنية واليونايت التي سبقتها. أنتجت هذه العملة خلال فترة سك العملة الثالثة في عهد جيمس الأول (1619-1625) واستخدم خمسة تماثيل نصفية مختلفة للملك في هذه السنوات. أنتجت جميع العملات المعدنية في دار سك العملة في لندن. وبلغ وزنها 140.5 grain (9.10 غ؛ 0.293 ozt) أقل من العملة الموحدة السابقة ولكنها تكاد تكون مطابقة تمامًا للعملة يونايت التي صدرت في عهد تشارلز الأول.
تظهر التماثيل النصفية السابقة تفاصيل أكثر بكثير للملك الذي ينظر إلى يسار العملة وله قيمةXX (20 شلن) وإلى اليمين خلف رأس الملك. يقرأ النقش الموجود على الوجه الأمامي IACOBUS DG MAG BRI FRA ET HIB REX - جيمس بنعمة الله ملك بريطانيا وفرنسا وأيرلندا. كما يظهر على الوجه الآخر صليب طويل فوق درع متوج يظهر شعارات الدول الأربع والنقش FACIAM EOS IN GENTEM UNAM ("سأجعلهم أمة واحدة" من حزقيال 37: 22)
عملة الغار الذهبية الجديدة للملكة إليزابيث الثانية لعام ٢٠٢١ المسكوكة من ذهب عيار ٢٤ قيراطًا. تتزامن مع احتفالات عيد ميلادها الخامس والتسعين وتتميز بصورة للملكة إليزابيث الثانية. وهي صورة فريدة للملكة وهي تنظر إلى الجهة المعاكسة.